# Liste des anciennes communes de Vaucluse
Cette page a pour objectif de retracer toutes les modifications communales dans le département du Vaucluse : les anciennes communes qui ont existé depuis la Révolution française, ainsi que les créations, les modifications officielles de nom, ainsi que les échanges de territoires entre communes.
Le département est composé d'un nombre plutôt limité de communes, bien que densément peuplé.
Fait notable, le maillage communal  a très peu varié depuis 200 ans : on dénombre seulement 2 fusions et 3 créations depuis la période révolutionnaire, la dernière création remontant à une centaine d'années désormais. Les lois favorisant les regroupements n'auront eu aucun impact ici.
Aujourd'hui, le département compte 151 communes (au 1er janvier 2025). En 1800, elles étaient 150.

## Fusions
| Nom de la nouvelle commune | Communes réunies          | Régime | Date (et nature) de la décision |
| -------------------------- | ------------------------- | ------ | ------------------------------- |
| Le Thor                    | Le Thor                   | fusion | 4 janvier 1815 (Décret),        |
| Le Thor                    | Thouzon                   | fusion | 4 janvier 1815 (Décret),        |
| Beaumes                    | Beaumes                   | fusion | 9 septembre 1811 (Décret),      |
| Beaumes                    | Urban                     | fusion | 9 septembre 1811 (Décret),      |
| Robion                     | Robion                    | fusion | 1795-1800                       |
| Robion                     | Latour-de-Sabran          | fusion | 1795-1800                       |
| Sorgues                    | Sorgues                   | fusion | 1795-1800                       |
| Sorgues                    | Gigognan                  | fusion | 1795-1800                       |
| Apt                        | Apt                       | fusion | 1790-1794                       |
| Apt                        | Roquefure                 | fusion | 1790-1794                       |
| Avignon                    | Avignon                   | fusion | 1790-1794                       |
| Avignon                    | Montfavet                 | fusion | 1790-1794                       |
| Carpentras                 | Carpentras                | fusion | 1790-1794                       |
| Carpentras                 | Serre                     | fusion | 1790-1794                       |
| Jonquières                 | Jonquières                | fusion | 1790-1794                       |
| Jonquières                 | Causans                   | fusion | 1790-1794                       |
| Lioux                      | Lioux                     | fusion | 1790-1794                       |
| Lioux                      | Bezaure                   | fusion | 1790-1794                       |
| Lioux                      | Javon                     | fusion | 1790-1794                       |
| Lioux                      | Saint-Lambert             | fusion | 1790-1794                       |
| Malaucène                  | Malaucène                 | fusion | 1790-1794                       |
| Malaucène                  | Vaux                      | fusion | 1790-1794                       |
| Mondragon                  | Mondragon                 | fusion | 1790-1794                       |
| Mondragon                  | Derboux                   | fusion | 1790-1794                       |
| Saint-Martin-de-Castillon  | Saint-Martin-de-Castillon | fusion | 1790-1794                       |
| Saint-Martin-de-Castillon  | Boisset                   | fusion | 1790-1794                       |
| Saint-Saturnin             | Saint-Saturnin            | fusion | 1790-1794                       |
| Saint-Saturnin             | Croagnes                  | fusion | 1790-1794                       |
| Sault                      | Sault                     | fusion | 1790-1794                       |
| Sault                      | Saint-Jean-Durefort       | fusion | 1790-1794                       |
| Suzette                    | Suzette                   | fusion | 1790-1794                       |
| Suzette                    | Châteauneuf-de-Redortier  | fusion | 1790-1794                       |

## Créations
| Nom de la commune créée  | Commune affectée | Mode de création | Date (et nature) de la décision |
| ------------------------ | ---------------- | ---------------- | ------------------------------- |
| Le Pontet                | Avignon          | Démembrement     | 17 février 1925 (Loi)           |
| Morières                 | Avignon          | Démembrement     | 23 juillet 1870 (Arrêté),       |
| Althen-des-Paluds        | Monteux          | Démembrement     | 4 juin 1845 (Loi)               |
| Saint-Hippolyte          | Caromb           | Démembrement     | 1791                            |
| Châteauneuf-de-Redortier | Suzette          | Démembrement     | 1790                            |
| Lagarde                  | Saint-Christol   | Démembrement     | 1790                            |
| Saint-Marcellin          | Vaison           | Démembrement     | 1790                            |

## Modifications de nom officiel
| Ancien nom                  | Nouveau nom                  | Date (et nature) de la décision |
| --------------------------- | ---------------------------- | ------------------------------- |
| L'Isle                      | L'Isle-sur-la-Sorgue         | 18 août 1890 (Décret)           |
| Châteauneuf-Calcernier      | Châteauneuf-du-Pape          | 3 avril 1893 (Décret)           |
| Villes                      | Villes-sur-Auzon             | 11 décembre 1918 (Décret)       |
| Saint-Léger                 | Saint-Léger-d'Orange         | 11 décembre 1918 (Décret)       |
| Saint-Hippolyte             | Saint-Hippolyte-le-Graveron  | 11 décembre 1918 (Décret)       |
| Morières                    | Morières-lès-Avignon         | 11 décembre 1918 (Décret)       |
| Lamotte                     | Lamotte-du-Rhône             | 11 décembre 1918 (Décret)       |
| Entraigues                  | Entraigues-sur-Sorgues       | 11 décembre 1918 (Décret)       |
| Camaret                     | Camaret-sur-Aigues           | 11 décembre 1918 (Décret)       |
| Cabrières                   | Cabrières-d'Avignon          | 11 décembre 1918 (Décret)       |
| Saumane                     | Saumane-de-Vaucluse          | 29 juillet 1920 (Décret)        |
| Saint-Marcellin             | Saint-Marcellin-lès-Vaison   | 29 juillet 1920 (Décret)        |
| Sainte-Cécile               | Sainte-Cécile-les-Vignes     | 29 juillet 1920 (Décret)        |
| Vaison                      | Vaison-la-Romaine            | 10 août 1924 (Décret)           |
| Malemort                    | Malemort-du-Comtat           | 9 août 1927 (Décret)            |
| Crillon                     | Crillon-le-Brave             | 9 août 1927 (Décret)            |
| Loriol                      | Loriol-du-Comtat             | 2 mars 1929 (Décret)            |
| Pernes                      | Pernes-les-Fontaines         | 18 mars 1936 (Décret)           |
| Sérignan                    | Sérignan-du-Comtat           | 17 janvier 1944 (Décret)        |
| Vaucluse                    | Fontaine-de-Vaucluse         | 19 avril 1946 (Décret),         |
| Saint-Léger-d'Orange        | Saint-Léger-du-Ventoux       | 15 juillet 1953 (Décret)        |
| Lagarde                     | Lagarde-d'Apt                | 27 novembre 1953 (Décret)       |
| Caumont                     | Caumont-sur-Durance          | 27 novembre 1953 (Décret)       |
| Beaumont                    | Beaumont-du-Ventoux          | 27 novembre 1953 (Décret)       |
| Beaumont                    | Beaumont-de-Pertuis          | 24 décembre 1953 (Décret)       |
| Beaumes                     | Beaumes-de-Venise            | 10 mars 1954 (Décret)           |
| Saint-Hippolyte-le-Graveron | Saint-Hippolyte-le-Graveyron | 30 mai 1986 (Décret)            |
| Saint-Saturnin-d'Apt        | Saint-Saturnin-lès-Apt       | 13 mai 1987 (Décret)            |
| Entraigues-sur-Sorgues      | Entraigues-sur-la-Sorgue     | 7 octobre 1993 (Décret)         |
| Vitrolles                   | Vitrolles-en-Lubéron         | 7 août 1996 (Décret)            |
| Castellet                   | Castellet-en-Luberon         | 5 novembre 2018 (Décret)        |

## Modifications de limites communales
Le plus souvent, les modifications des limites communales décidées par arrêtés préfectoraux ne sont pas répertoriées dans le Journal officiel ni dans le Bulletin officiel.
| La commune de ...                           | cède du territoire à la commune de... | précisions                                                                                    | Date (et nature) de la décision |
| ------------------------------------------- | ------------------------------------- | --------------------------------------------------------------------------------------------- | ------------------------------- |
| Les Angles (département du Gard)            | Avignon                               | Une section d'une superficie de 7 ha 9 a 6 ca et une section fluviale (du Rhône) de 5 ha 45 a | 14 mai 2007 (Décret)            |
| Orgon (département des Bouches-du-Rhône)    | Cavaillon                             |                                                                                               | 24 juin 1840 (Ordonnance)       |
| Cabannes (département des Bouches-du-Rhône) | Cavaillon                             |                                                                                               | 24 juin 1840 (Ordonnance)       |
| Vacqueiras Sarrians                         | Sarrians Vacqueiras                   |                                                                                               | 29 mai 1834 (Loi)               |
| Grignan (département de la Drôme)           | Grillon                               | Limite fixée par la rivière Lez (restitution d’une enclave)                                   | 30 octobre 1815 (Ordonnance)    |
| Les Angles (département du Gard)            | Avignon                               |                                                                                               | 8 juillet 1806 (Décret)         |